# Natalja Hryhorenko
Natalja Wadymiwna Hryhorenko (ukrainisch Ната́ля Вади́мівна Григоре́нко; * 23. Januar 1986 in Lwiw) ist eine ukrainische Schachspielerin.
Bei der U14-Weltmeisterschaft der weiblichen Jugend im Jahr 2000 im spanischen Oropesa del Mar wurde sie Dritte. Dieses Ergebnis konnte sie bei der U18-Weltmeisterschaft 2004 in Iraklio wiederholen. Im selben Jahr, neun Monate vorher, gewann sie in Lwiw die ukrainische U18-Meisterschaft der weiblichen Jugend mit 8,5 Punkten aus 9 Partien und 3,5 Punkten Vorsprung. Im September 2004 gewann sie die M. Teodorescu Trophy in Bukarest. Bei der ukrainischen Frauenmeisterschaft 2007 in Poltawa wurde sie Zweite.
Bei der U18-Mannschaftseuropameisterschaft 2001 spielte sie am ersten Brett der zweiten ukrainischen Mädchenmannschaft mit einem positiven Ergebnis von 3,5 Punkten aus 6 Partien, wobei sie nur gegen Elisabeth Pähtz und Jelena Dembo verlor. Vereinsschach spielt sie in Serbien am Spitzenbrett des Sk Srem Sikom Group und in der Türkei am ersten Brett des Siirt Gençlik Spor Kulübü. Sie spielte auch schon in den ungarischen und rumänischen 1. Frauenligen.
Die aus der Verwaltungseinheit Lemberg stammende Schachspielerin trägt den Titel Internationaler Meister der Frauen (WIM). Ihr dritter Platz bei der U18-WM 2004 wird als Norm zum Titel Großmeister der Frauen (WGM) gewertet. Hryhorenko wird beim Weltschachbund FIDE als inaktiv geführt, da sie seit dem im November 2010 in Lwiw ausgetragenen Frauenturnier des Vasylyshyn Memorial keine Elo-gewertete Partie mehr gespielt hat. 